# The Collection (альбом Майкла Джексона)
«The Collection» — двадцять сьома компіляція американського виконавця Майкла Джексона. Випущено 29 червня 2009 року лейблами Sony Music і Epic. Компіляція була випущена через чотири дні після смерті Джексона, але ця дата була назначена ще до його смерті.

## Списки композицій
Компіляція включає пісні з наступних альбомів: «Off the Wall» (спеціальне видання 2001 року), «Thriller», «Bad» (спеціальне видання 2001 року), «Dangerous» (спеціальне видання 2001 року) і «Invincible».